# Stanislao Sanseverino

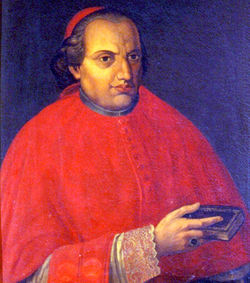
Stanislao Kardinal Sanseverino (Porträtmalerei aus der 2. Hälfte des 18. Jhds.)

Stanislao Sanseverino (* 13. Juli 1764 in Neapel; † 11. Mai 1826 in Forlì) war ein neapolitanischer Kardinal.

## Leben

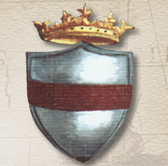
Wappen des Hauses Sanseverino

Er war der Sohn von Pietro Antonio Sanseverino, Fürst von Bisignano, und dessen Ehefrau Aurelia Caracciolo aus dem Hause der Fürsten von Torella. Weitere Kardinäle aus derselben Familie waren Guglielmo Sanseverino, Federico Sanseverino, Antonio Sanseverino und Lucio Sanseverino. Stanislao Sanseverino studierte ab 1782 an der Päpstlichen Akademie für den Kirchlichen Adel. 1783 war er Päpstlicher Hausprälat und wurde kurz darauf Regens der Apostolischen Kammer. Am 14. Juni 1787 wurde er Referendar an den Gerichtshöfen der Apostolischen Signatur. 1789 begegnet er als Relator der Sacra Consulta. Von Dezember 1789 bis zum 3. Februar 1793 war er Vize-Legat in der Romagna. Ab dem 30. Oktober 1800 Kleriker der Apostolischen Kammer, war er 1807 Präsident des Straßenwesens und schließlich vom 12. Juli 1815 bis zu seiner Kardinalserhebung Pro-Gouverneur von Rom.
Papst Pius VII. ernannte Stanislao Sanseverino im Konsistorium vom 8. März 1816 zum Kardinal in pectore, dies wurde im Konsistorium vom 22. Juli 1816 publiziert. Den roten Hut erhielt er am 25. Juli desselben Jahres, und am 23. September 1816 die Titeldiakonie Santa Maria in Portico Campitelli. Der Papst gewährte ihm einen Dispens von dem Erfordernis, die Priesterweihe zu empfangen, dieser wurde am 5. Juli 1817 und abermals am 17. Juni 1825 verlängert. Stanislao Sanseverino war ab dem 11. August 1818 Apostolischer Legat in Stadt und Provinz Forlì. Er nahm am Konklave 1823 teil, das Papst Leo XII. erwählte. Am 21. März 1825 optierte er zur Titeldiakonie Santa Maria ad Martyres.
Beigesetzt wurde er in der Kathedrale von Forlì.